# Звезда вашего периода
«Звезда вашего периода» — спектакль Ренаты Литвиновой, поставленный на основной сцене МХАТа им. Чехова.
Постановка является оммажем фильма «Бульвар Сансет», режиссера Билли Уайлдера. Это вторая работа Ренаты Литвиновой в качестве режиссера спектакля и первая, — на Большой сцене МХТ. Премьера состоялась 24 февраля 2021 года.

## История создания
Рената неоднократно заявляла, что является фанатом фильма «Бульвар Сансет» и еще в далеком 2011 выражала желание переснять эту картину, адаптировать под себя, сделать свежим, новым и удивительным. Сама пьеса была написана за три недели и дорабатывалась уже непосредственно на репетициях.
Сочиняла Литвинова спектакль «под вдохновением от фильмов о кинодивах великого кинематографа прошлых лет, когда величие звезды сопоставлялось с величием ролей и с её человеческим масштабом».
Спектакль стал продолжением многолетнего исследования Литвиновой, посвящённого жизни знаменитых актрис, начало которому дал документальный фильм «Нет смерти для меня». В нем Рената Литвинова представила истории: Веры Васильевой, Нонны Мордюковой, Татьяны Окуневской, Татьяны Самойловой и Лидии Смирновой.
В самом спектакле Рената Литвинова играет главную роль, а также является художником по костюмам. Практически у каждого героя произведения есть свой экранный прототип.
По мнению критиков, единственным слабым в местом в постановке стала музыка, которую к спектаклю написала Земфира Рамазанова.

## Сюжет
Спектакль поставлен в смешении жанров: триллер, драма, комедия.
Главная героиня — Маргарита Леско, она — звезда советского кино, которая сейчас не имеет ролей, живет тихо в своем особняке с дворецким и личной телохранительницей Любочкой. Ей чуть за 50, она не имеет детей, у неё практически нет личной жизни. Для того чтобы вернуться на большой экран, актриса пишет сценарий фильма. Неожиданно появившийся в ее жизни молодой сценарист Миша Мышкин должен помочь ей с работой над произведением. Актриса получает шанс выбраться из забвения и вновь обрести смысл жизни.

В феврале 2021 года Рената дала интервью российскому журналу InStyle и подробно рассказала о своем новом творении:
Мой персонаж, моя Маргарита вечно грезит о ролях, вечно ищет новые Любови. «Звезда вашего периода» — мое признание в любви Большому стилю, Большим звездам. Когда еще были масштабные артисты и по характеру своему, и по своему житию — время великих событий и больших личностей. В каком-то смысле я защищаю тех великих «монстров» и прекрасных «чудовищ», которые завораживали своей глобальностью и масштабом.

## В ролях
- Рената Литвинова — Маргарита Леско (кинодива)
- Кирилл Трубецкой — Отто (бывший режиссер, дворецкий Маргариты)
- Софья Эрнст — Любочка (телохранительница)
- Павел Табаков, Юрий Чурсин — Миша Мышкин (молодой сценарист)
- Софья Евстигнеев — Рива Ненашева (редактор)
- Раиса Максимова — мама Маргариты
- Михаил Рахлин — продюсер Крауг, журналист Малахольнев, режиссёр Любич (режиссёр театра)
- Римма Коростелёва — Р. (актриса)
- Павел Ващилин — Фон Слепень Слепунов (актёр)
- Анастасия Скорик — ассистентка на студии
- Артём Панчик, Владимир Панчик — кредиторы, косметологи, охранники, поклонники
- Антон Лобан — спутник Фон Слепня Слепунова